# Sent Leon d'Eila
Sent Lèon d'Eila (en francès Saint-Léon-sur-l'Isle) és un municipi francès situat al departament de la Dordonya i a la regió de la Nova Aquitània.

## Demografia
| 1962                                       | 1968  | 1975  | 1982  | 1990  | 1999  | 2007  |
| ------------------------------------------ | ----- | ----- | ----- | ----- | ----- | ----- |
| 842                                        | 1.436 | 1.708 | 1.872 | 1.934 | 1.877 | 1.942 |
| Des de 1962: població sense dobles comptes |       |       |       |       |       |       |

## Administració
| Període | Identitat     | Partit |
| ------- | ------------- | ------ |
| 1995-   | Claude Parade | PCF    |

## Personatges il·lustres
- Jean-Pierre Denis, director del primer film en occità Istòria d'Adrian.